# Телятевский, Василий Иванович
Князь Василий Иванович Телятевский — русский военный и государственный деятель, опричник, воевода и наместник во времена правления Ивана IV Васильевича Грозного.
Из княжеского рода Телятевские. Младший сын боярина и воеводы князя Ивана Михайловича Меньшого Ватуты Телятевского. Имел братьев, князей: Петра и Дмитрия Ивановичей.

## Биография
Зимой 1562/1563 года участвовал в полоцком походе царя Ивана Грозного, во время которого был определен «спати в стану у государя», а затем расписан в есаулы.
В 1563/1564-1565/1566 годах с перерывом с мая 1565 года на несколько месяцев князь В.И. Телятевский был наместником в Брянске.
Летом 1565 года — первый воевода передового полка под Калугой.
В 1566 году в качестве дворянина первой статьи подписывает грамоту Земского собора.
В 1569 году первый воевода передового полка береговых войск в Калуге, откуда в августе по царскому указу выступил с передовым полком в Тулу. «После отпуску больших воевод» Фёдора Алексеевича Басманова с товарищами князь В.И. Телятевский был оставлен первым воеводой большого полка в Туле. Его товарищем и вторым воеводой был назначен Михаил Андреевич Безнин. А.А. Зимин утверждает, что князь Василий Иванович в  этом году был принят в опричнину.
В мае 1570 года князь И. В. Телятевский был вторым воеводой в Калуге «по крымским вестям», а осенью того же года возглавлял сторожевой полк во время похода опричного корпуса в Тарусу, откуда в сентябре 1571 года послан из опричнины первым воеводой Сторожевого полка. В этом же году участвовал в походе против войск хана Девлет-Гирея.
Зимой 1572/1573 года участвовал головою ночных сторожей в походе русской армии под командованием царя Ивана Грозного сперва в Новгород, а оттуда на ливонский замок Пайде, во время которого нёс службу в стане у государя.
В 1574 году — второй воевода в Серпухове, откуда в сентябре направлен первым воеводою Сторожевого полка в Колпин.
Весной 1575 года во время похода русских полков на юг для отражения крымского нападения князь В. И. Телятевский был назначен первым воеводой сторожевого полка в Коломне. До осени во главе сторожевого полка простоял под городом.
В 1576 году первый воевода в Новгороде. В этом же году упоминается при дворе крещёного касимовского "царя" Семеона Бекбулатовича, посаженого царём Иваном Грозным на великое княжение и воеводой Сторожевого полка в Коломне.
В 1578 году упоминается воеводой в Великом Новгороде. Осенью князь В.И. Телятевский был первым воеводой сторожевого полка в походе против крымско-татарских отрядов. В декабре этого же года назначен первым осадным воеводой русского гарнизона в Полоцке. Его помощниками были воеводы Петр Иванович Волынский, командовавший в одной из крепостей острога, князь Дмитрий Михайлович Щербатов, командовал во второй Стрелецкой крепости острога, Иван Григорьевич Зюзин и Матвей Иванович Дьяк Ржевский.
В январе 1579 года проигрывает местнический спор князю Дмитрию Михайловичу Щербатому. 11 августа 1579 года польско-литовская армия под командованием короля Речи Посполитой Стефана Батория осадила Полоцк. Приступ начался с городской части, где начальствовал князь Телятевский. Воеводы оказали упорное сопротивление. Когда поляки стали одолевать, то В.И. Телятевский вместе с Д.И. Щербатым хотели взорвать крепость, но "слабый духом" П.И. Волынский и стрельцы не допустили до этого. После трехнедельной защиты русский гарнизон капитулировал 30 августа. Тогда верные воеводы заперлись в церкви, откуда их затем силой извлекли и представили королю Баторию "смиренных без унижения". По другой версии, менее вероятной, В.И. Телятевский и другие воеводы изменили государю, ибо "были худы, а милы им были жены". Стефан Батория не покарал воевод, но от себя не отпускал, по мнению Н.М. Карамзина, как бы опасаясь возвратить неприятелю таких верных и доблестных воинов. Вероятнее однако, что воеводы оставались у Батория, опасаясь гнева Ивана Грозного. Так, гонец литовский Богдан сказал царскому чиновнику в Новгороде: "король их всеи (воевод Полоцких)... к государю отпущал, а они сами ехать не хотели".
Царь Иван Грозный объяснял падение   Полоцка, «…король стоял под Полоцком 4 недели и Полотеск взял изменою, потому что воеводы были в Полоцке глупы и худы; и как голов и сотников побили, и воеводы королю город здали, з детьми, и с людьми, и стрельцами». Иностранные источники, сообщавшие об осаде Полоцка, говорят о прямо противоположном положении. Сам король говорил: «Москвитяне доказали тогда своею энергией и усердием, что в деле защиты крепостей они превосходят все прочие народы».
Точная дата смерти князя В. И. Телятевского не известна.
Советский историк С. Б. Веселовский сообщает, что воевода умер в Литве, не вернувшись из плена. Но современный российский историк А. П. Павлов обнаружил упоминание князя В. И. Телятевского в ярославской писцовой книге 1620-х годов. После смерти Ивана Грозного князь мог вернуться в Россию, но в разрядах и летописях имя князя В. И. Телятевского больше не упоминается.
Польский шляхтич Станислав Немоевский в рассказе о последних годах жизни Ивана Грозного сообщает, что князь Василий Иванович Телятевский вернулся на родину после заключения мира с Польшей. Царь, гневаясь на воеводу, велел его утопить.
По сведениям историка М.М. Щербатова князь Василий Иванович вернулся из плена в 1581 году и служил воеводой в Тарусе, но это утверждение опровергал Н.М. Карамзин.

## Семья
От брака с неизвестной имел детей:
- Князь Телятевский Матвей Васильевич — в 1581 году на бракосочетании Ивана Грозного с Марией Фёдоровной Нагово нёс первым бархат.
- Княжна Мария.

## Критика
М.Г. Спиридов показывает у отца князя Василия Ивановича единственного сына князя Матвея Васильевича.
П.Н. Петров в "Истории родов русского дворянства" и А.Б. Лобанов-Ростовский в "Русской родословной книге" показывают отца — бездетным.